# Professor Longhair
Henry Roeland "Roy" Byrd (19 de dezembro de 1918 - 30 de janeiro de 1980), mais conhecido como Professor Longhair, nascido em Bogalusa, Louisiana foi um cantor e pianista de jazz e blues. Esteve na ativa durante dois períodos diferentes da história da música, primeiramente no estouro de popularidade do rhythm and blues e depois no ressurgimento de interesse no jazz tradicional após a fundação do New Orleans Jazz and Heritage Festival.

## Início da carreira musical e sucesso comercial
Seu estilo musical foi resultado de seu aprendizado em um piano onde faltavam algumas teclas. Começou sua carreira em Nova Orleans em 1948. Mike Tessitore, dono do Caldonia Club foi quem atribuiu o nome artístico a Longhair. Sua primeira gravação foi com uma banda chamada The Shuffling Hungarians em 1949. Criou quatro músicas, dentre elas um de seus maiores sucessos, "Mardi Gras in New Orleans". Nos anos 1950 Professor Longhair conseguiu sucesso comercial somente com uma música, "Bald Head", sob o nome Roy Byrd and His Blues Jumpers.
Depois de sofrer um AVC, gravou "No Buts - No Maybes" em 1957, e regravou "Go to the Mardi Gras" em 1959.

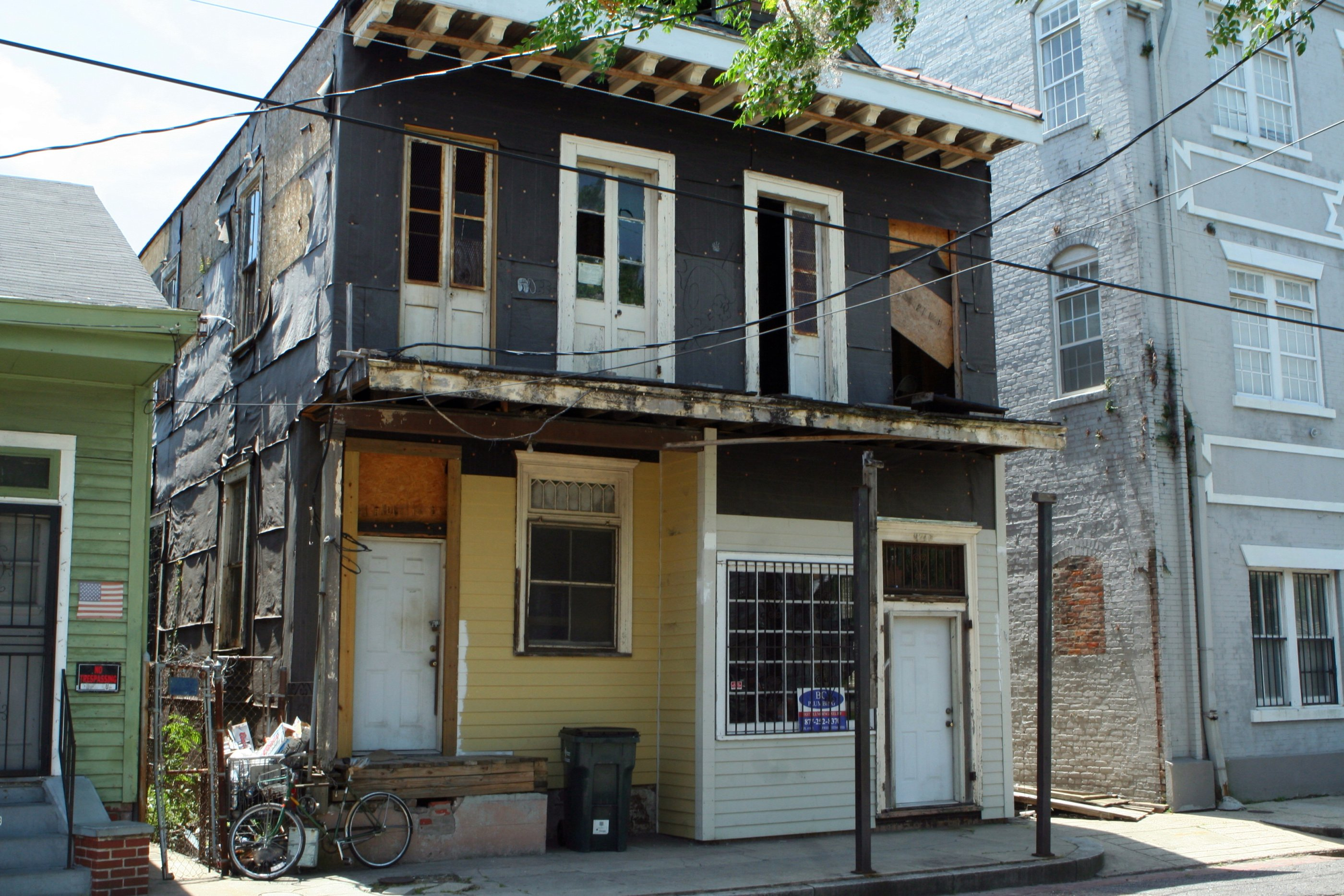
Foto de 2010 da antiga casa de Professor Longhair

Em 1964 gravou "Big Chief" com o compositor Earl King. Mas foi na década de 1960 que sua carreira artística decaiu. Acabou tendo que trabalhar como zelador para se sustentar se viciou em jogos de azar.

## Ressurgimento e fim da carreira
Se apresentou no New Orleans Jazz and Heritage Festival em 1971, e em 1973 nos festivais Newport Jazz Festival e Montreux Jazz Festival.
Nos anos 1980 seus álbuns Crawfish Fiesta e New Orleans Piano, se tornaram populares nos Estados Unidos. Se apresentou na serie da PBS Soundstage (com Dr. John, Earl King, and The Meters) e co-estrelou o filme documentário Piano Players Rarely Ever Play Together, acabou morrendo enquanto as filmagens ainda estavam sendo feitas. Filmagens do seu funeral foram incluídas no filme.

## Homenagens e premiações
Em 1981 foi introduzido ao Blues Hall of Fame. Foi premiado postumamente com um Grammy pelas suas antigas gravações lançadas em House Party New Orleans Style. Em 1992 foi introduzido no Rock and Roll Hall of Fame.

## Discografia

### Álbuns
- Rock 'N' Roll Gumbo (1974)
- Live on the Queen Mary (1978)
- Crawfish Fiesta (1980)
- The London Concert com Alfred "Uganda" Roberts (1981)
- The Last Mardi Gras (1982)
- Mardi Gras In New Orleans - Live 1975 Recording (1982)
- House Party New Orleans Style: The Lost Sessions 1971–1972 (1987)
- Ball the Wall! Live at Tipitina's 1978 (2004)

### Coletâneas
- New Orleans Piano (1972) aka New Orleans Piano: Blues Originals Vol. 2
- Mardi Gras In New Orleans 1949–1957 (1981)
- Mardi Gras in Baton Rouge (1991)
- Fess: The Professor Longhair Anthology (1993)
- Fess' Gumbo (1996)
- Collector's Choice (1996)
- Way Down Yonder In New Orleans (1997)
- The Chronological Professor Longhair 1949 (2001)
- Tipitina - The Complete 1949–1957 New Orleans Recordings (2008)
- The Primo Collection (2009)

## Filmografia
- Dr. John's New Orleans Swamp (1974)
- Piano Players Rarely Ever Play Together (1982) documentário com as participações de Professor Longhair, Tuts Washington e Allen Toussaint